# Kizasi
kizasi （きざし、kizasi.jp）は、株式会社きざしカンパニーがかつて運営・提供していた日本語によるウェブサービスのひとつ。
2019年8月31日開催の株主総会で解散の決議がなされ、きざしカンパニーは解散した。

## 運営会社
運営会社のきざしカンパニーは、2005年9月に株式会社シーエーシー（現：株式会社CAC Holdings）の事業のひとつとして設立された事業室が、kizasi.jp の成功によりスピンオフされたものである。
Yahoo! Japanからの出資を受け、その機能の一部を提供し「Yahoo！トレンドワード」というサービスを提供していた。2008年11月26日をもって「Yahoo！トレンドワード」はサービス終了したが、Yahoo! Japanとの資本関係は続いていた。

## 機能
時系列共起パターン解析エンジンを使用し、ブログのエントリー（記事）を収集、解析を行い、ブログを対象として、そのサマリを得て変化を見ることにより、使われることばとその使われかたの変化を発見するという狙いを持ったサービスである。
「kizasi.jp」という一般向けのウェブサイトのほか、商用でリサーチ結果および技術の提供を行っている。kizasi では、1日約25万のブログエントリーを収集・索引化しているとしている。

### 技術
「kizasi」では、関連語、文脈情報、ランキングなどを返す「kizAPI（きざっぴ）」と名付けられた開発者へのウェブサービスAPIを提供している。検索エンジン、解析ツールをはじめとした「kizasi」の技術的基盤には、プログラミング言語Pythonが多く使われている。